# The Times of Israel
The Times of Israel (ToI) är en israelisk flerspråkig nättidning som lanserades 2012 och sedan dess har blivit den största nyhetskällan på engelska om Israel och det judiska samhället, sett till läsarkretsens storlek. Den grundades av den israeliske journalisten David Horovitz, som också är chefredaktör, tillsammans med den amerikanske miljardären och investeraren Seth Klarman. Tidningen har sitt säte i Jerusalem och “bevakar utvecklingen i Israel, Mellanöstern och den judiska världen.” Förutom sin ursprungliga engelskspråkiga version publicerar The Times of Israel också utgåvor på hebreiska (under namnet Zman Yisrael), arabiska, franska och persiska. Utöver nyhetsartiklar och analyser driver webbplatsen även ett bloggforum med flera skribenter.
I februari 2014, två år efter lanseringen, uppgav The Times of Israel att tidningen hade två miljoner läsare. År 2017 hade antalet unika månatliga användare ökat till 3,5 miljoner. År 2021 hade tidningen i genomsnitt över nio miljoner unika användare varje månad och över 35 miljoner sidvisningar per månad, medan dess bloggforum hade 9 000 aktiva bloggare.

## Historia
The Times of Israel lanserades i februari 2012. Dess medgrundare är journalisten David Horovitz, och den amerikanske miljardären Seth Klarman, grundare av Baupost Group och ordförande för The David Project. Klarman även styrelseordförande för webbplatsen.
Flera av The Times of Israels redaktörer hade tidigare arbetat på den engelska upplagan av Haaretz, däribland Joshua Davidovich och Raphael Ahren, Även Haaretz tidigare korrespondent i arabvärlden, Avi Issacharoff – medskapare av den populära israeliska tv-serien Fauda – anslöt sig som tidningens Mellanösternanalytiker. Amanda Borschel-Dan, tidigare magasinredaktör för The Jerusalem Post, är idag biträdande chefredaktör för The Times of Israel, med ansvar för bevakning av den judiska världen och arkeologi. Hon är även värd för tidningens veckopodd.
Times of Israel lanserade sin arabiska utgåva, redigerad av Suha Halifa, den 4 februari 2014; följt av den franska utgåvan den 25 februari samma år, under ledning av Stephanie Bitan. Den persiska utgåvan, med Avi Davidi som redaktör, lanserades den 7 oktober 2015. Den hebreiska sajten Zman Yisrael, redigerad av Biranit Goren, tillkom den 1 maj 2019.
Både den arabiska och den franska utgåvan kombinerar översättningar från engelska originalartiklar med eget material på respektive språk, och har även egna bloggforum. Vid lanseringen av den arabiska utgåvan menade Horovitz att The Times of Israel möjligen skapade den första arabiska bloggplattformen som “samlar artiklar från hela åsiktsspektrat. Vi bjuder in våra arabiska läsare som har något av värde att säga att blogga hos oss, inom ramen för legitim debatt, och att delta i vårt idéutbyte.” För att “undvika den typ av anonyma kommentarer som kan dra ner diskussioner till en giftig nivå”, kan kommentarer på nyhetsartiklar och reportage i alla utgåvor endast göras av läsare som är identifierade via sina Facebook-profiler eller motsvarande.
I februari 2014, två år efter lanseringen, uppgav The Times of Israel att de hade två miljoner läsare. År 2017 hade antalet ökat till 3,5 miljoner. År 2021 hade tidningen i genomsnitt över nio miljoner unika användare per månad och över 35 miljoner sidvisningar. Tidningen driver också en bloggplattform med omkring 9 000 aktiva bloggare.
I november 2023 ökade antalet webbbesök med 604 % jämfört med föregående år till 64,2 miljoner och webbplatsen hamnade för första gången på 42:a plats i Press Gazettes topp 50-rankning, enligt den digitala informationsplattformen Similarweb. Ökningen är sannolikt kopplad till den ökade efterfrågan på nyheter om Mellanöstern efter utbrottet av Israel-Hamas-kriget den 7 oktober 2023.
Sedan 2016 har The Times of Israel varit värd för webbplatserna till judiska tidningar i flera olika länder, kallade ”lokala partner”. I mars 2016 började man hysa The Jewish Week från New York. Tidningen är även värd för Storbritanniens Jewish News, Jewish Standard i New Jersey, The Atlanta Jewish Times och Pittsburgh Jewish Chronicle. I oktober 2019 blev The Australian Jewish News den sjunde lokala partnern.
Den 2 november 2017 utsattes The Times of Israels webbplats för en hackerattack från Turkiet, , där förstasidan byttes ut mot antiisraelisk propaganda och sidan låg nere i tre timmar. Som svar på attacken sade Horovitz: ”Vi arbetar ständigt med att förbättra säkerheten på sajten, som utsätts för ständiga angrepp från hackare. Det är sorgligt, och säger mycket om dem, att de försöker hindra människor från att läsa ansvarsfull och oberoende journalistik om Israel, Mellanöstern och den judiska världen.”
År 2020 rapporterade Reuters att The Times of Israel, tillsammans med The Jerusalem Post, Algemeiner och Arutz Sheva, hade publicerat debattartiklar inskickade av en person som använde en förfalskad identitet. Texterna togs bort så snart problemet upptäcktes. Opinionsredaktören Miriam Herschlag uttryckte sin ånger över bedrägeriet, då det snedvred det offentliga samtalet och riskerade att skapa ”hinder som gör det svårare för nya röster att bli hörda.”

## Redaktionell inriktning
De flesta källor beskriver The Times of Israel som “centerorienterad“.       
Enligt chefredaktören David Horovitz är tidningen avsedd att vara oberoende och utan någon politisk hemvist.  Horovitz sade år 2012: “Vi är oberoende; vi är inte knutna till eller associerade med något politiskt parti.”

## Bloggforumet
The Times of Israel har sedan 2012 erbjudit en bloggplattform för tredjepartsanvändare, vilket gör det möjligt för skribenter som inte är knutna till nyhetssajten att publicera artiklar på nätet. Innehållet på denna plattform är tydligt markerat som sådant, och redaktionen på The Times of Israel granskar eller redigerar inte texter från externa användare innan publicering. Tidningen har vid vissa tillfällen tagit bort innehåll som brutit mot sajtens riktlinjer. Plattformen har emellanåt orsakat kontroverser för tidningen, då vissa blogginlägg med provocerande eller kontroversiellt innehåll har publicerats men senare tagits bort. Sådana texter, skrivna av utomstående användare, har ofta felaktigt uppfattats som The Times of Israels egna redaktionella material, vilket lett till anklagelser om partiskhet.

## Annan media
Förutom skriftlig journalistik producerar och publicerar The Times of Israel tre poddar, och även visst videoinnehåll:
- The Daily Briefing, en daglig nyhetspodcast
- Times Will Tell, en veckovis fördjupande samtalspodd
- Paralyzed Nation, en djupgående granskning av det israeliska politiska systemet.

## Konkurrens
The Times of Israel konkurrerar om läsarskaran med The Jerusalem Post, Arutz Shevas ' National News, Haaretz engelskspråkiga dagstidning, Israel Hayom och The Forward.